# Супернатура (Голдфрап)
Supernature - третій студійний альбом англійського дуету електронної музики Goldfrapp, який вийшов 17 серпня 2005 року Mute Records . Альбом отримав загалом сприятливі відгуки. Критиків віддячили його поєднанням попсової та електронної музики . Він дебютував під номером два на діаграмі «Альбоми Великої Британії». Supernature продала мільйон примірників по всьому світу. 
Ведучий сингл альбому " Ooh La La " дістався чотири на Британській сингл-чарті, ставши дуетом найвищим синглом на сьогоднішній день. Альбом випустив ще три сингли: " Номер 1 ", " Покатай білого коня " та " Лети мені геть ". У Північній Америці, де "Номер 1" прозвучали як перший сингл, альбом був випущений 7 березня 2006 року і досяг нума 138 в чартах. Supernature був номінований на премію «Греммі» за найкращий електронний / танцювальний альбом у 2007 році. 

## Запис і виробництво

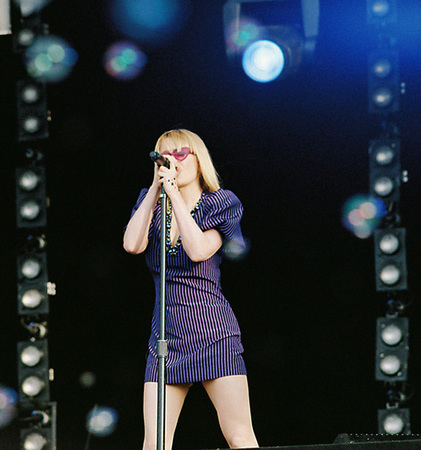
Елісон Голдфрапп

Supernature містить музику в тих же поп-та електронних танцювальних стилях, що були представлені в попередньому студійному альбомі Goldfrapp, Black Cherry (2003) - особливо синглах " Strict Machine " та " Twist " - хоча він фокусується на тонких гачках замість великих хорів.  Співачка Елісон Голдфрапп описала процес написання альбому як "електронний / гламурний перехрес між Берліном, Нью-Йорком та Північно-Східним Сомерсетом ".    
В інтерв'ю The Daily Telegraph Голдфрапп пояснив, що вони ніколи не мали наміру створювати поп-музику .  Однак сингли, випущені з Black Cherry, стали успіхом у нічних клубах Північної Америки, і, як результат, вони вирішили написати більш танцювальний альбом.   Незважаючи на те, що дует нервував, " Ooh La La " була першою піснею групи, яка демонструвала електрогітару .  Перед його складом дует уникав використання гітари через занадто впізнаваний ритм гітари.     

## Композиції
"О-о-ла-ла", вступний трек Supernature, натхненний Т. Рексом,  був обраний в якості головного синглу ", тому що це було в твоєму обличчі, і воно продовжувало тему гламурного, диско-ритму" останній альбом ".  Це була перша пісня дуету на електрогітарі  та отримала позитивні відгуки, часто відзначаючись родзинкою альбому.  "Ooh La La" став найуспішнішим синглом Goldfrapp на британській сингл-діаграмі на сьогоднішній день, коли він досяг свого чотирьох номерів,  під час очолення чарт-групи Billboard Hot Dance Club Play у Сполучених Штатах.  Другий трек, "Lovely 2 CU", отримав не дуже хороші відгуки критиків, один рецензент зазначив, що він "найгірший злочинець.     

## Випуск та художні твори
Альбом вийшов у двох версіях: версії з одним диском, яка використовувала технологію Opendisc, щоб запропонувати додаткові послуги через вебсайт, і версія з двома дисками, що включала альбом у об'ємному звуці на обох дисках.   Перший диск - це гібридний SACD з 5.1 багатоканальним SACD аудіо, стерео SACD аудіо та стерео CD аудіо. Другий диск, DVD-Video, містить багатоканальну версію альбому в DTS 96/24, а також документальні та музичні відеоролики для "Ooh La La" та "Number 1".  
Обкладинка альбому, сфотографована Россом Кіртоном, - це знімок Елісон з видом заднього огляду на блискучому чорному тлі, який дивиться через плече, прикриваючи грудьми рукою.  Обкладинка звичайного видання показує її від талії вгору, тоді як американське спеціальне видання демонструє обкладинку в повному обсязі, а Елісон носила довгий шлейф з павинового пір'я та золоте взуття на платформі.  Наприкінці 2005 року альбом посів номер 8 у щорічному опитуванні Best Art Vinyl . 

## Комерційне виконання
Супернатура дебютувала на діаграмі британських альбомів під номером два (заблокована з верхньої позиції спиною Джеймса Бланта " Назад до Бедламу"), продавши 52 976 примірників за перший тиждень.  Альбом став сертифікованим платиною Британської фонографічної індустрії 13 січня 2006 року.  До 20 грудня 2010 року альбом було продано 500 000 примірників у Великій Британії.  Альбом дійшов до вершин  помірного успіху в Європі, досягнувши топ-10 в Ірландії, 20 найкращих в Бельгії, 30 найкращих у Німеччині та Швейцарії, 40 найкращих в Австрії, Італії, Нідерландах та Норвегії.   В Океанії вона досягла свого найвищого числа в Австралії - 23, а в Новій Зеландії - 35.  
Supernature став першим альбомом Goldfrapp, який вийшов на чарт Billboard 200 у США, де він досяг свого 138.  Вона досягла третьої частини на діаграмі Top Heatseekers. .  Альбом було продано 49 000 примірників у США станом на серпень 2006 року.  Supernature також був першим випуском дуету в Канаді.  Альбом був проданий мільйон примірників по всьому світу станом на лютий 2008 року. 

## Альбоми
1. ↑  PopMatters. {{cite magazine}}: Пропущений або порожній |title= (довідка)
2. ↑  Supernature (Hybrid Sacd+Dvd) (German) . Amazon.de. Процитовано 21 квітня 2012.
3. ↑  Album notes for {{{title}}}.
4. ↑  Supernature (W/Dvd) (Dlx). Amazon.com. Процитовано 21 квітня 2012.
5. ↑  Byrne, Ciar (29 грудня 2005). Creative covers: Hard-Fi's stark image wins place in album art top 10. The Independent. Архів оригіналу за 24 жовтня 2012. Процитовано 9 липня 2011.
6. ↑  Miller, Ed (20 грудня 2010). Machine digs for Goldfrapp. Music Week. Intent Media. Архів оригіналу за 29 січня 2013. Процитовано 21 липня 2015.
7. ↑  Levine, Nick (22 лютого 2008). Goldfrapp: 'Seventh Tree'. Digital Spy. Архів оригіналу за 24 вересня 2015. Процитовано 21 липня 2015.